# Кру Александра
«Кру Александра» (англ. Crewe Alexandra Football Club) — англійський футбольний клуб з Кру, Чешир. Заснований 1877 року як «Кру».

## Досягнення
- Другий дивізіон Футбольної ліги
  - Переможець плей-оф: 1997
- Друга ліга
  - Переможець плей-оф: 2012
- Володар Трофею Футбольної ліги: 2013